# Hans van Dokkum

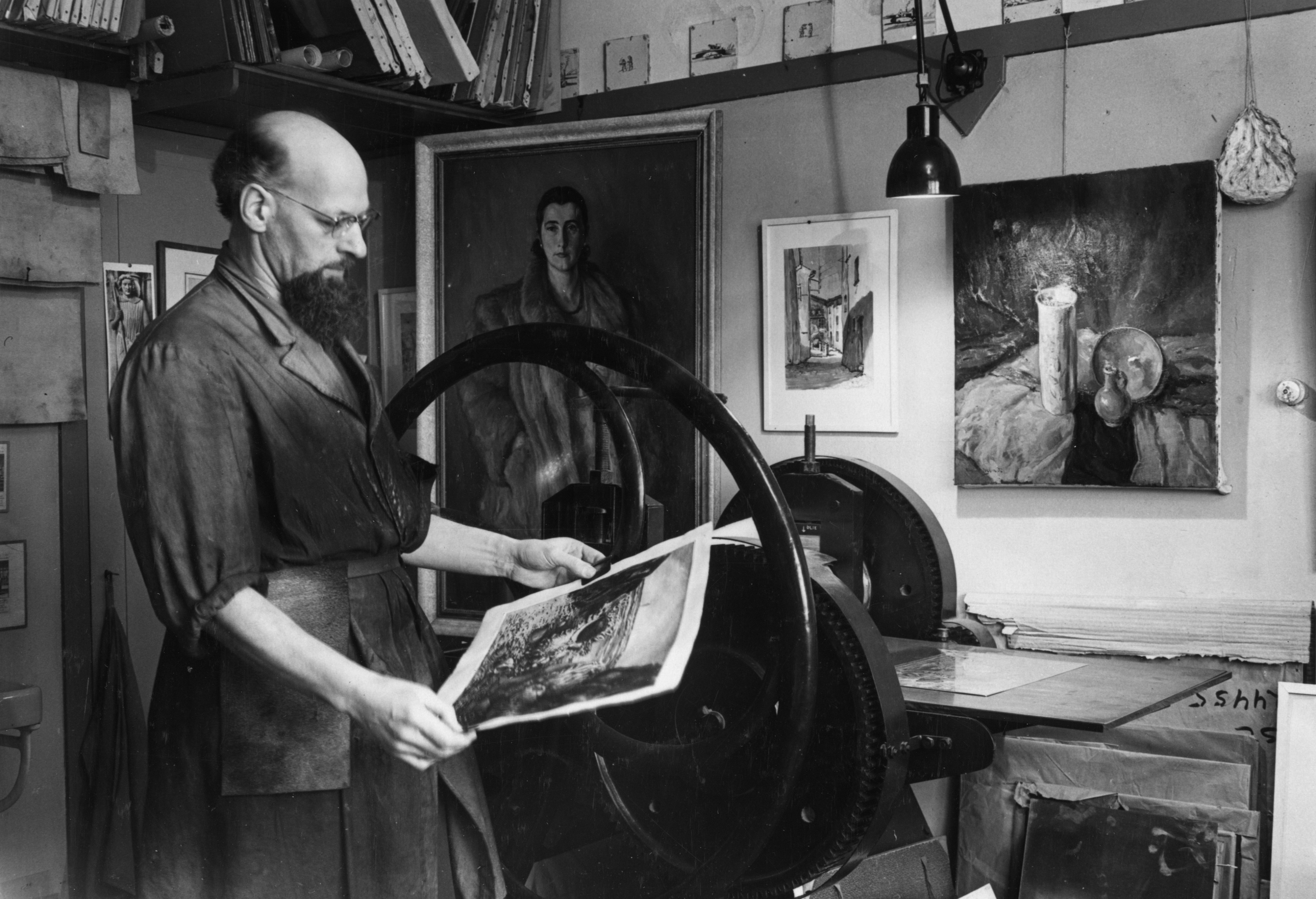
Hans Marinus van Dokkum, 1953

Hans Marinus van Dokkum (Rotterdam, 23 oktober 1908 – Utrecht, 24 januari 1995) was een Nederlands aquarellist, tekenaar, graficus en schilder.

## Leven en werk
Van Dokkum studeerde aan de Rijksnormaalschool voor Teekenonderwijzers te Amsterdam. Hij gaf les aan middelbare scholen in Utrecht, en was daar een collega van Ivan Ingen. Hij maakte dorpsgezichten, winterlandschappen en zelfportretten.
Zijn technieken waren erg gevarieerd. Zo was hij aquarellist, etser, houtgraveur, lithograaf, pastellist, pentekenaar, schilder en tekenaar. Van Dokkum was o.a. bekend vanwege zijn kundigheid in het etsen met suiker en maakte veel ex-librissen. Hij was voorzitter van de Vereeniging tot Bevordering der Grafische Kunsten, kortom 'De Grafische' en het Schilder- en teekengenootschap Kunstliefde te Utrecht en lid van Arti et Amicitiae te Amsterdam.
Van Dokkum woonde lange tijd tot 1995 in Utrecht in Sterrenburg.

## Prijs
In 1988 besloot Hans van Dokkum als voorzitter van Kunstliefde een jaarlijks uit te reiken prijs in het leven te roepen om de Utrechtse beeldende kunst een extra impuls te geven. De prijs kreeg de naam 'Zien en Weergeven' en diende in het bijzonder om de figuratieve beeldende kunst een stimulans te geven, zo schreef van Dokkum in zijn motivatie .
Recente winnaars van deze prijs zijn: 2006 Diana van der Ley, 2007 Dennis Teunissen, 2008 Li Jia Fan, 2009 Nena Sesic-Fiser.

## Collecties
- Centraal Museum te Utrecht
- Rijkscollectie

Veel van zijn werk is in particulier bezit w.o:
- N-K-Collectie te Amersfoort